# Heteropsomys
Heteropsomys é um gênero de roedor da família Echimyidae.

## Espécies
- Heteropsomys antillensis (Anthony, 1917)
- Heteropsomys insulans Anthony, 1916